# VHS
VHS (англ. Video Home System), произносится как ви-эйч-эс (английское произношение букв латинского алфавита) или как вэ-ха-эс (русское произношение букв латинского алфавита) — кассетный аналоговый формат наклонно-строчной видеозаписи, разработанный японской корпорацией JVC и представленный на японском рынке в 1976 году. Создателем формата считается инженер Сидзуо Такано, руководивший группой разработчиков с 1972 года.
Один из первых бытовых форматов, использующих компланарную видеокассету с расположением рулонов в одной плоскости. В СССР стал вторым после VCR, использованным в кассетных видеомагнитофонах отечественного производства. С начала 1980-х годов занял в мире лидирующую позицию в войне форматов с Betamax от Sony и Video 2000 от компаний Grundig и Philips.
О внедрении формата в Советском Союзе и сопротивлении японского министерства торговли снят документальный фильм «Рассвет нового дня: человек и VHS» (англ. Dawn of a New Day: The Man Behind VHS). 
В России в 2001 году объем рынка видеомагнитофонов и видеодвоек (без учета видеоплееров) составил, 1,4-1,5 миллионов штук (около $150 миллионов), а объем рынка DVD-проигрывателей — 25 тысяч штук ($6-7 миллионов).

## Конкуренция с Betamax
Разные источники причинами победы VHS называют:
- Отсутствие лицензионных ограничений.
- Простоту, надёжность и дешевизну видеомагнитофонов. Формат VHS впервые основан на оригинальном механизме «М-образной» заправки магнитной ленты в лентопротяжный тракт — более простом и надёжном, чем «U-образная» заправка предыдущих кассетных форматов, таких как U-matic, VCR и Betamax[2][5].
- Отказ конкурентов поддерживать порноиндустрию[6].
- Низкую длительность Betamax — на старте продаж кассета длилась всего час[7], что не позволяло записать полнометражный фильм или футбольный матч.
- Не многие из магнитофонов Sony имели таймеры. Из-за копирайт-налогов цены на кассеты во многих странах кусались (в США — более 50 долларов), и сложно делать домашнюю видеотеку. Зато даже имея одну кассету, можно «откручивать время» телеперадачам, но для этого нужен таймер, запускающий запись в определённое время.
- Та же кусачая цена привела к появлению видеопрокатов — за цену одной кассеты можно отсмотреть десяток фильмов. И тут JVC первой вышла на переговоры с Голливудом[7]. К тому же у Betamax было неудобство — из-за неудачного расположения наклейки прокат не видел, перемотана ли кассета.

## Техническая спецификация формата

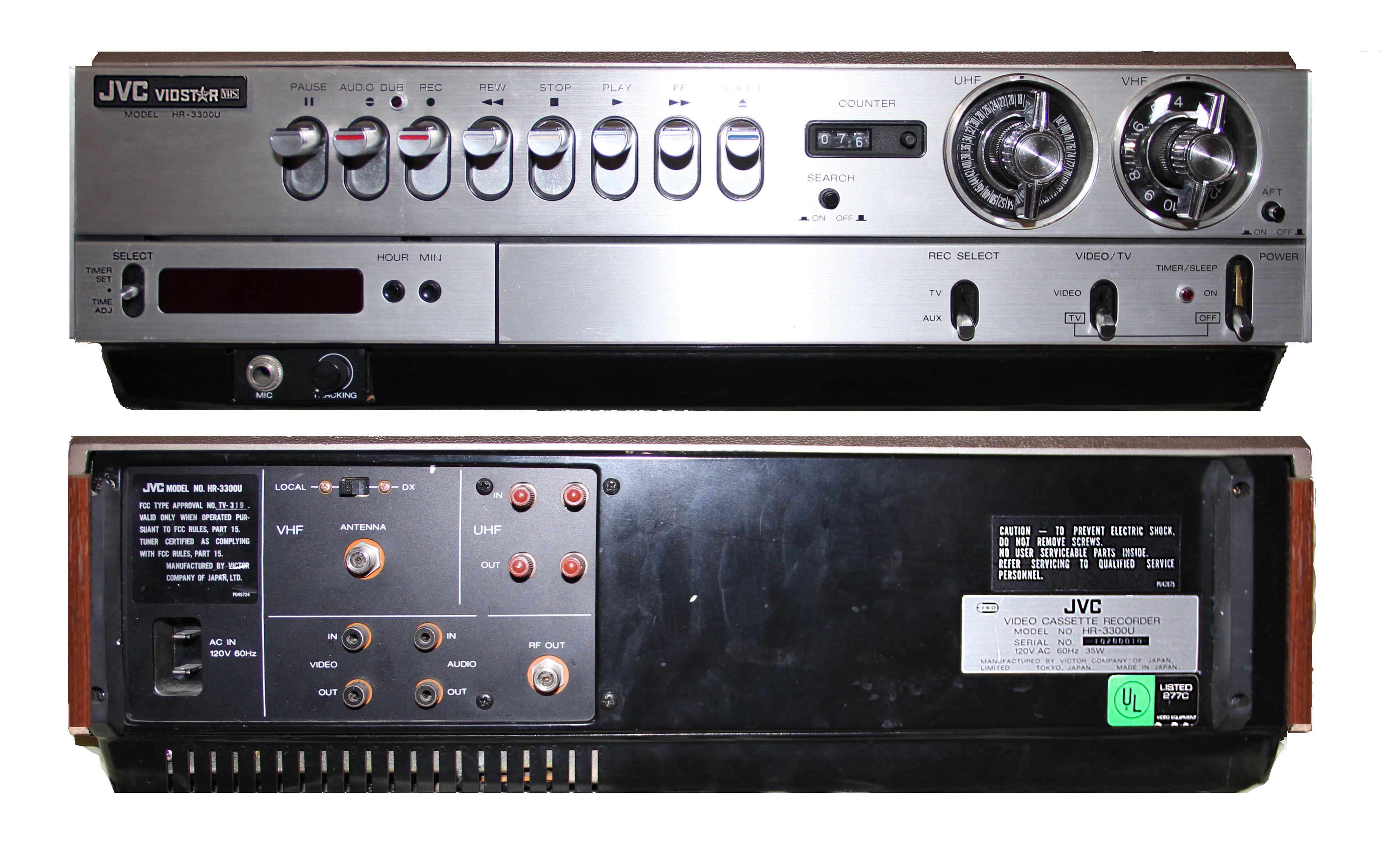
Первый видеомагнитофон «JVC HR-3300» формата VHS, представленный 7 сентября 1976 года

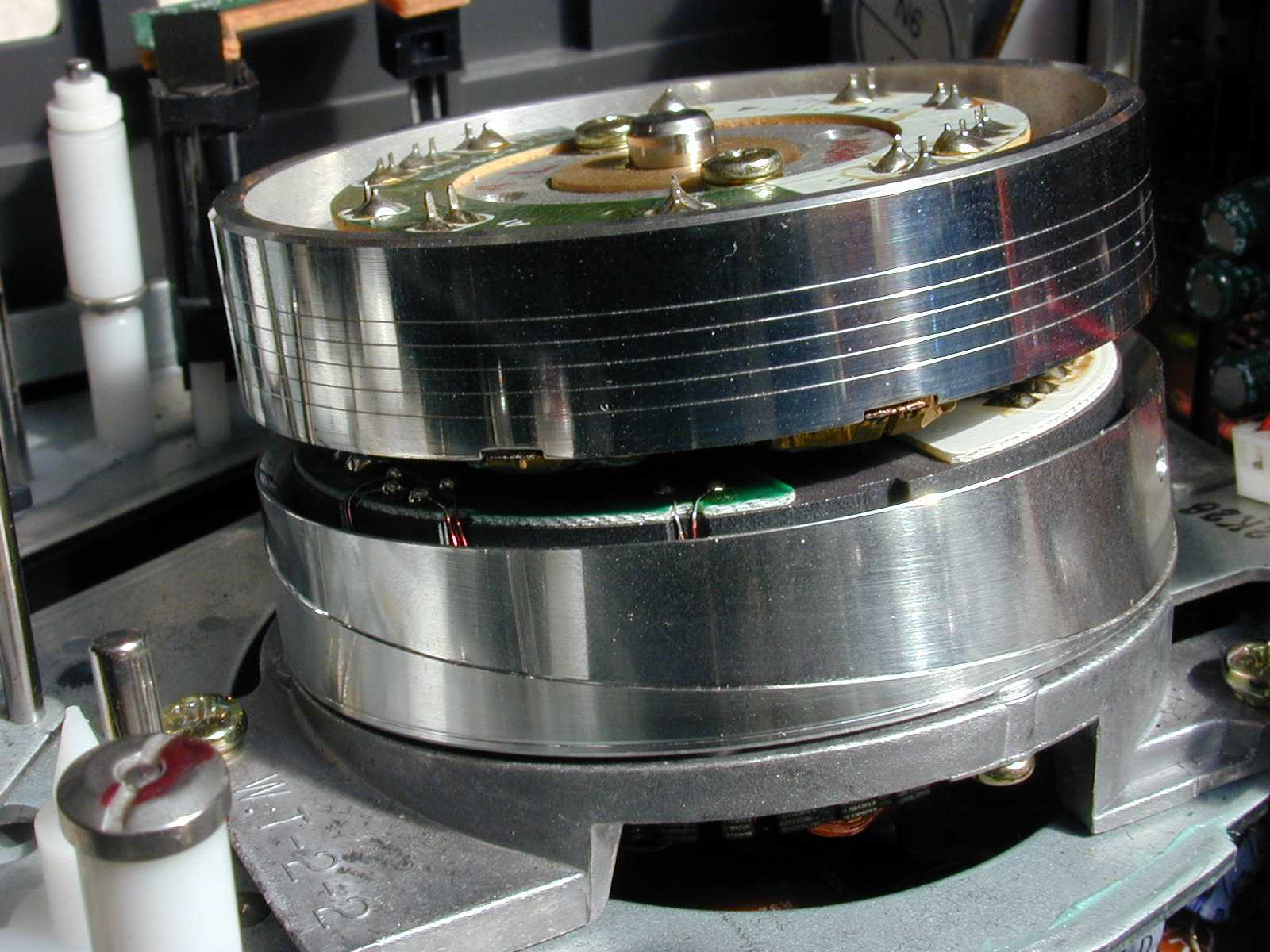
Блок вращающихся головок видеомагнитофона стандарта VHS

В формате применена азимутальная запись, при которой две видеоголовки, каждая из которых записывает одно телевизионное поле, имеют рабочие зазоры, отклонённые от перпендикулярного направления на одинаковый угол 6° в разные стороны. Это уменьшает перекрёстные помехи между соседними видеодорожками и позволяет исключить промежуток между ними, повысив плотность записи. Видеоголовки располагаются на вращающемся барабане диаметром 62 мм, который вращается с частотой 1500 оборотов в минуту при записи в стандарте 576i. Кроме наклонных дорожек видеозаписи, вдоль верхнего края магнитной ленты записываются две дорожки звукового сопровождения, разделённые защитным промежутком. Вдоль нижнего края ленты записывается управляющая дорожка, содержащая кадровые синхроимпульсы. Формат VHS записывает на магнитную ленту композитный видеосигнал и считается непригодным для профессионального использования.
- Ширина ленты: 12,65 мм (½ дюйма);
- Номинальная скорость ленты (режим SP — англ. standard play, «стандартное воспроизведение»[* 1]): 3,335 см/с для стандарта 525/60 (NTSC, PAL-M), и 2,339 см/с для 625/50 (PAL, SECAM)[5];
- Максимальное время записи с номинальной скоростью в европейском стандарте разложения 625/50: до 6 часов, и до 4 часов в американском стандарте 525/60. Наибольшее распространение получили кассеты с временем записи до 3 часов;
- Полоса пропускания видеосигнала: приблизительно 3 МГц;
- Разрешение по каналу яркости: около 240 твл (вертикальных телевизионных линий), что в терминологии цифрового видео примерно соответствует стандартам телевидения пониженной чёткости и половинному разрешению стандартного DVD: 352 × 576 (PAL/SECAM) или 352 × 480 (NTSC) точек[11]. По каналу цветности разрешение составляет не более 120 горизонтальных линий.

### Конструкция кассеты и механизм заправки

Механизм М-заправки кассеты VHS

Прямоугольная пластмассовая кассета VHS имеет размеры 188×104×25 миллиметров. Подающий и принимающий рулоны намотаны на бобины, расположенные внутри кассеты в одной плоскости. От повреждений и пыли магнитную ленту предохраняет откидная крышка, которая фиксируется в закрытом состоянии специальной защёлкой, освобождаемой при установке кассеты в аппарат. Кроме того, кассета оснащена фиксаторами бобин с лентой, предотвращающим провисание и размотку ленты с рулонов. При установке в видеомагнитофон штифт ЛПМ через круглое отверстие в нижней части кассеты выводит фиксаторы из прорезей бобин, обеспечивая их свободное вращение.
В отличие от формата «Бетамакс», в котором был использован механизм заправки магнитной ленты с поворотной платформой, характерный для всех предыдущих кассетных систем, формат VHS основан на новом принципе так называемой М-заправки. Такой механизм извлекает и заправляет магнитную ленту при помощи двух направляющих вилок, каждая из которых состоит из вертикального ролика и наклонной цилиндрической стойки. Стойки создают точный угол захода ленты на барабан вращающихся головок, обеспечивающий наклон дорожки видеозаписи к базовому краю. Углы захода и схода ленты с барабана равны углу наклона плоскости вращения барабана к основанию механизма, благодаря чему оба рулона кассеты находятся в одной плоскости.
Механизм М-заправки оказался более надежным и оказывал меньше нагрузок на плёнку, чем механизмы «Бетамакс» и «Ю-матик». Отсутствие поворотной платформы упрощало изготовление механизма с высокой точностью и повышало совместимость видеозаписей, сделанных на разных видеомагнитофонах. Это стало одним из решающих факторов, предопределивших победу VHS в «войне форматов».

### Длина магнитной ленты в кассетах
Аппараты VHS выпускались в двух вариантах: рассчитанных на запись видеосигнала с европейским стандартом разложения 625/50 (PAL, SECAM), и с американским 525/60 (NTSC, PAL-M). Отличие заключалось в скорости магнитной ленты и конструкции барабана видеоголовок, установленного под разными углами, чтобы сохранить угол наклона видеодорожек к краю ленты при разных скоростях. При этом в «европейских» аппаратах барабан вращался с частотой 1500 об/мин, а в «американских» — 1800. Частота вращения выбрана в соответствии с кадровой частотой записываемых стандартов, поскольку каждый кадр записывается за один оборот барабана. Это приводило к полной несовместимости получаемых видеозаписей, хотя «чистые» кассеты идентичны. Исключение составляла длительность записи на одну и ту же кассету видеомагнитофонами разных систем. Для устранения разночтений производители выпускали кассеты с разной длиной магнитной ленты и различной маркировкой, отражавшей систему записи, на которую рассчитано указанное время. В страны с разными телевизионными стандартами поставлялись видеокассеты с разными длиной ленты и маркировкой. На европейском рынке и в СНГ наибольшее распространение получили кассеты «Е-180», рассчитанные на трёхчасовую запись в европейском стандарте, а на американском и японском рынках преобладали кассеты с маркировкой «Т-120», рассчитанные на 2 часа записи в стандарте NTSC. В таблице ниже приведены соотношения длины магнитной ленты в кассете и времени записи/воспроизведения в аппаратах различных стандартов. При этом SP (англ. Standard Play) соответствует номинальной скорости ленты, LP (англ. Long Play) — удвоенному времени работы на половинной скорости ленты, а EP/SLP (англ. Extended Play, Super Long Play) — увеличенной продолжительности на скорости 1/3 от номинальной.
| Марка кассеты      | Длина ленты, м | Время записи в стандарте 576i | Время записи в стандарте 576i | Время записи в стандарте 480i | Время записи в стандарте 480i | Время записи в стандарте 480i |
| Марка кассеты      | Длина ленты, м | SP                            | LP                            | SP                            | LP                            | EP/SLP                        |
| ------------------ | -------------- | ----------------------------- | ----------------------------- | ----------------------------- | ----------------------------- | ----------------------------- |
| E-120              | 173,7          | 120 мин (2 ч)                 | 240 мин (4 ч)                 | 83 мин (1:23 ч)               | 172 мин (2:52 ч)              | 258 мин (4:18 ч)              |
| E-180 E-195        | 259,4          | 180 мин (3 ч)                 | 360 мин (6 ч)                 | 129 мин (2:09 ч)              | 258 мин (4:18 ч)              | 387 мин (6:27 ч)              |
| E-240              | 348,1          | 240 мин (4 ч)                 | 480 мин (8 ч)                 | 173 мин (2:53 ч)              | 346 мин (5:46 ч)              | 519 мин (8:39 ч)              |
| E-300              | 435,1          | 300 мин (5 ч)                 | 600 мин (10 ч)                | 216 мин (3:36 ч)              | 432 мин (7:12 ч)              | 649 мин (10:49 ч)             |
| T-60               | 125,6          | 84 мин (1:24 ч)               | 168 мин (2:48 ч)              | 60 мин (1 ч)                  | 120 мин (2 ч)                 | 180 мин (3 ч)                 |
| T-90               | 185,9          | 126 мин (2:06 ч)              | 252 мин (4:12 ч)              | 90 мин (1:30 ч)               | 180 мин (3 ч)                 | 270 мин (4:30 ч)              |
| T-120              | 247,5          | 169 мин (2:49 ч)              | 338 мин (5:38 ч)              | 120 мин (2 ч)                 | 240 мин (4 ч)                 | 360 мин (6 ч)                 |
| T-160              | 327,7          | 225 мин (3:45 ч)              | 450 мин (7:30 ч)              | 160 мин (2:40 ч)              | 320 мин (5:20 ч)              | 480 мин (8 ч)                 |
| T-180              | 368,8          | 253 мин (4:13 ч)              | 507 мин (8:27 ч)              | 180 мин (3 ч)                 | 360 мин (6 ч)                 | 540 мин (9 ч)                 |
| T-210 (редко)      | 433,1          | 294 мин (4:56 ч)              | 592 мин (9:52 ч)              | 210 мин (3:30 ч)              | 420 мин (7 ч)                 | 630 мин (10:30 ч)             |
| DF480 (экв. T-240) | 495            | 340 мин (5:40 ч)              | 680 мин (11:20 ч)             | 240 мин (4 ч)                 | 480 мин (8 ч)                 | 720 мин (12 ч)                |

Кроме кассет стандартной продолжительности с целым количеством часов, некоторые производители в маркетинговых целях выпускали незначительно удлинённые, обладающие небольшим «запасом», например, «E-195». При этом дополнительная лента продавалась в качестве бонуса, позволяющего гарантированно записывать фильмы, не удаляя рекламные паузы.

## Запись звукового сопровождения
В оригинальном VHS запись звука производится так же, как в магнитофоне вдоль края магнитной ленты неподвижными магнитными головками. Из-за невысокой скорости ленты формат имеет низкое качество звукового сопровождения. Номинальный диапазон записываемых частот в режиме SP составляет 100—10000 Гц при записи сигнала стандарта 480i. Для европейского стандарта 576i с меньшей скоростью ленты эти параметры были ещё хуже, а в самом медленном режиме записи SLP верхняя частотная граница не превышает 4 кГц. Более дорогие модели видеомагнитофонов VHS позволяли записывать стереозвук на двух дорожках, а в профессиональных аппаратах была возможна раздельная запись двух каналов звука.
В 1984 году JVC дополнила формат записью частотно-модулированного стереозвука видеоголовками одновременно с видеосигналом. Технология получила название Hi-Fi Stereo и позволила увеличить частотный диапазон до 20—20000 Гц, а отношение сигнал/шум поднять с 42 до 70 децибел. При таком способе звукозаписи используется мультиплексирование, позволяющее поместить обе несущие левого и правого каналов звука в неиспользовавшийся промежуток между несущими яркости и цветности. В отличие от видеосигнала, позволяющего производить переключение между вращающимися видеоголовками во время импульсов гашения, звук непрерывен, что накладывает повышенные требования к точности механизма. Маскирование переключения головок должно быть более тщательным, чем в обычных аппаратах VHS, в противном случае в считанной с ленты фонограмме может присутствовать низкочастотная помеха, совпадающая с полукадровой частотой.

## События
- 1976 — год разработки и внедрения на японском рынке формата VHS компанией JVC;
- 1977 — появление видеомагнитофонов VHS в США[2];
- 1985 — начало массового производства видеомагнитофонов в СССР;
- 1985 — первые признаки победы в войне форматов над конкурентами Betamax и Video 2000[англ.][2][13];
- 2003 — прокат фильмов на DVD превысил прокат VHS-кассет[14];
- 2006 — фильм «Оправданная жестокость» стал последним фильмом, выпущенным на VHS[14];
- 2008 — последний крупный поставщик прекратил производство видеокассет VHS[14];
- 2016 — последний производитель VHS-видеомагнитофонов, компания Funai, объявила о полном прекращении их производства[15][16].

## Модификации VHS
| Тип                   | Год появления | Разработчик                      | Разрешение, твл                                                                                      | Комментарии |
| --------------------- | ------------- | -------------------------------- | --- | --- |
| VHS-C (VHS Compact)   | 1982          | JVC                              | 200—240                                                                                              | Уменьшенный по габаритам относительной VHS формат, поэтому кассеты VHS-C можно просматривать с помощью стандартного видеомагнитофона VHS, используя кассетный адаптер. Впервые выпущены фирмой Panasonic для лёгких ручных видеокамер. Изготавливались 30-, 45- или 60-минутные кассеты. |
| VHS HQ (High Quality) | 1985          | JVC                              | 250                                                                                                  | Формат с улучшенными показателями, в частности со сниженной интенсивностью шумов и более четкой картинкой. «Ответ» конкурирующему формату SuperBeta. |
| S-VHS (Super VHS)     | 1987          | JVC                              | 400—420                                                                                              | Формат отличается увеличенным до 400 твл разрешением за счёт применения металлопорошковой магнитной ленты. Видеомагнитофоны S-VHS могли воспроизводить кассеты VHS, но запись формата S-VHS не могла быть воспроизведена обычным аппаратом VHS.                                          |
| S-VHS-C               | 1987          | JVC                              | 240                                                                                                  | Уменьшенный (аналогично VHS-C) по габаритам относительно S-VHS формат. |
| W-VHS (Wide-VHS)      | 1994          | JVC                              | 1125/1050 (чересстрочная развертка)                                                                  | Аналоговый формат записи видео высокой чёткости (HDTV). Практически не распространен за пределами Японии. |
| D-9 (Digital-S)       | 1995          | JVC                              | 1080 пикс. при 24 кдр/с (прогрессивная развертка); 1080 пикс. при 60 кдр/с (чересстрочная развертка) | По качеству изображения приближался к профессиональному формату Digital Betacam. |
| D-VHS (Digital VHS)   | 1998          | JVC, Hitachi, Panasonic, Philips | 1080 пикс. (чересстрочная развертка)                                                                 | Цифровой формат записи видео высокой четкости на обычной S-VHS-кассете. Кассета вмещала до 50 ГБ информации. Видеомагнитофоны D-VHS могли воспроизводить кассеты VHS и S-VHS. |

## Галерея

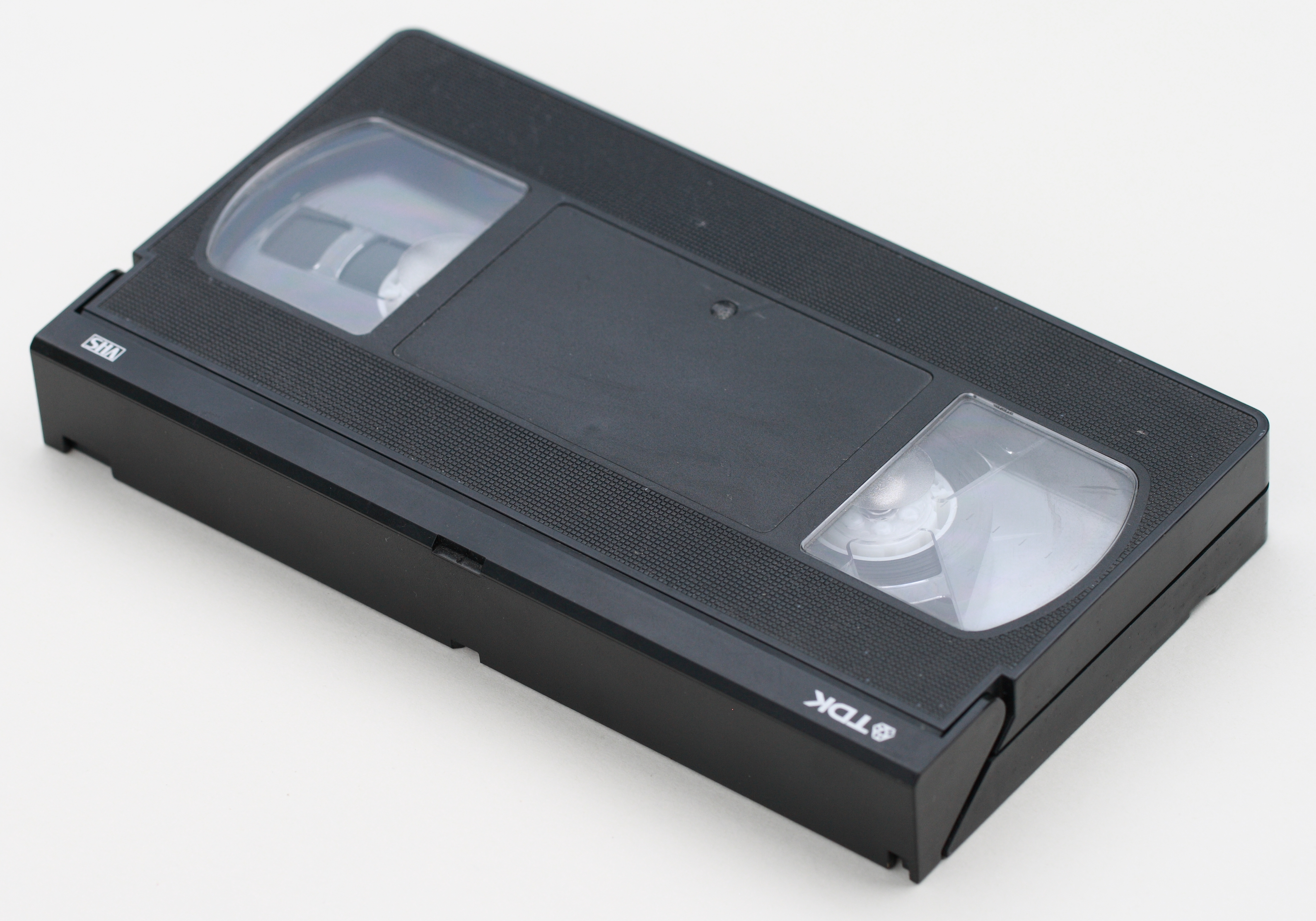
Видеокассета VHS с закрытой предохранительной крышкой
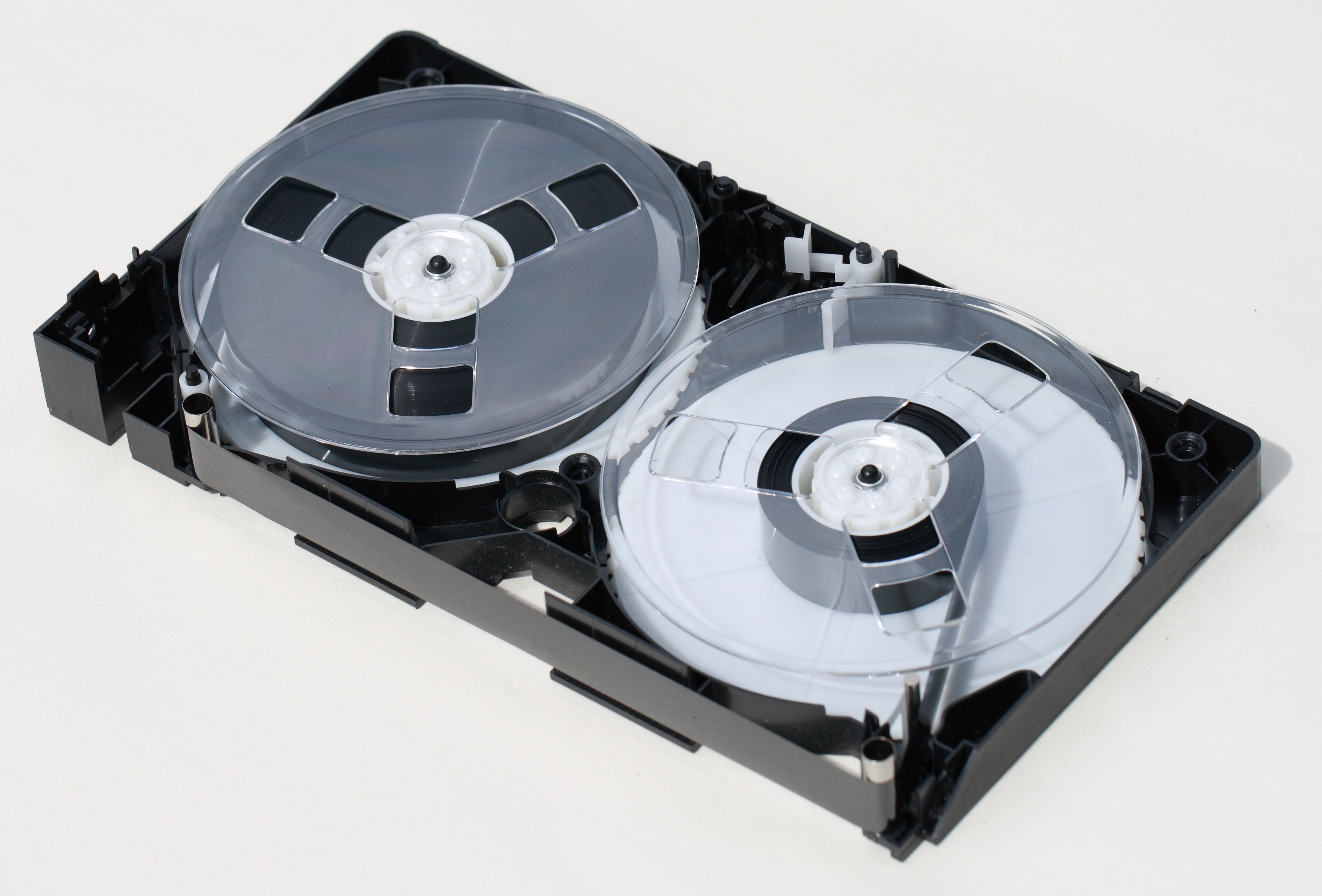
Видеокассета VHS в разобранном виде
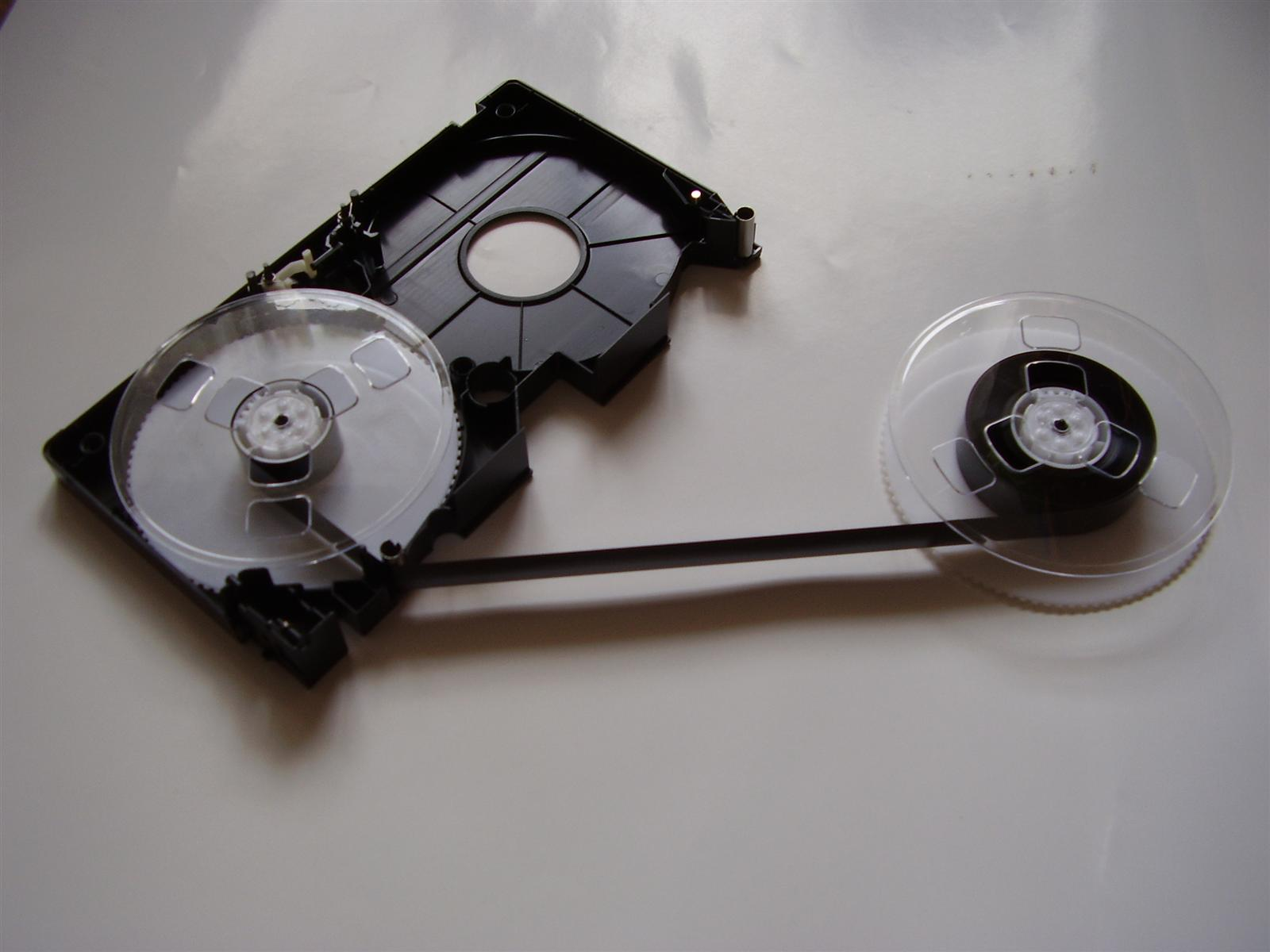
Видеокассета VHS в разобранном виде
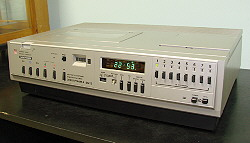
Первый советский VHS-видеомагнитофон «Электроника ВМ-12» (1984)
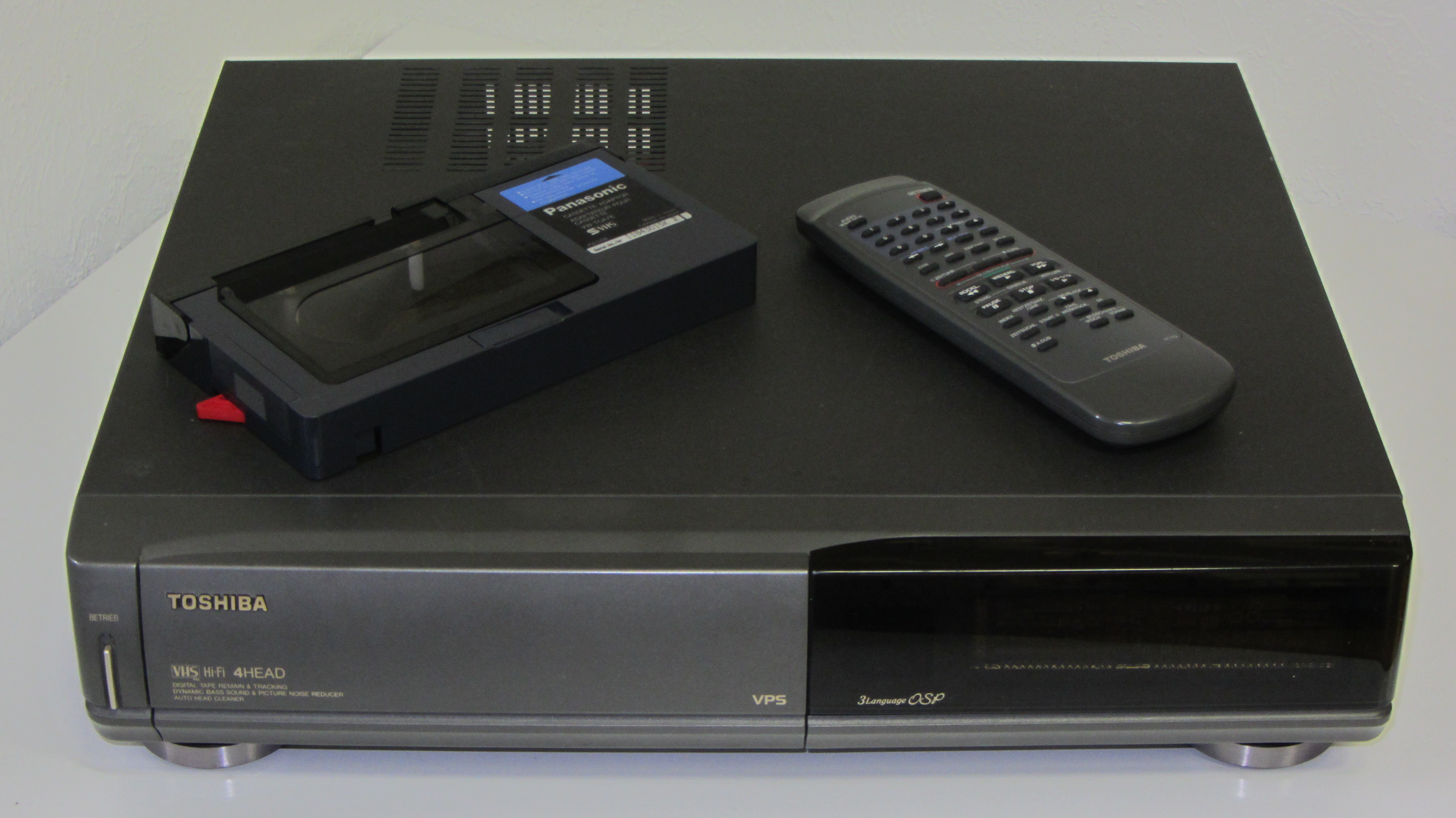
Видеомагнитофон Toshiba V-117G формата VHS
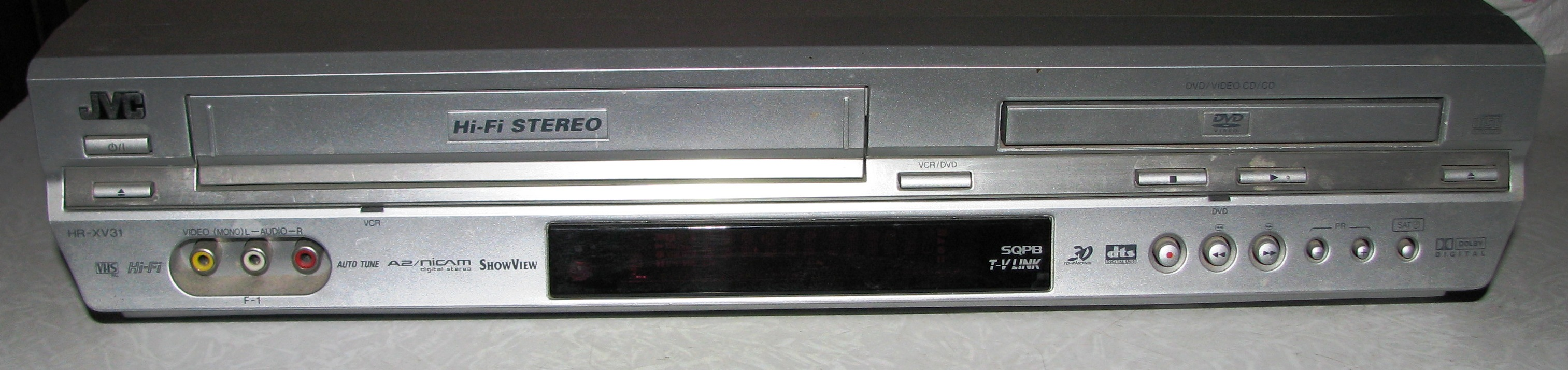
Видеомагнитофон JVC HR-XV31 двойного (VHS/DVD) формата